# Colleen Fitzpatrick (Genealogin)
Colleen Fitzpatrick (* 25. April 1955 in New Orleans) ist eine US-amerikanische genetische Genealogin, die mithilfe von DNA-Abgleichen und genealogischer Datenbanken unbekannte Opfer von Gewaltverbrechen oder anderweitig anonym verstorbene Menschen im Rahmen von Cold-Case-Ermittlungen identifiziert.

## Leben
Colleen Fitzpatrick wuchs in New Orleans in einer Arbeiterfamilie irischer Herkunft auf und entwickelte schon früh zum einen ein Interesse an der Genealogie, zum anderen eine große Begeisterung für Naturwissenschaften. Sie besuchte eine katholische Mädchenschule und unterschiedliche außerschulische naturwissenschaftliche Angebote und gewann mehrere Schülerwettbewerb, ehe sie mit einem Stipendium Physik an der privaten Rice University studieren konnte. Nach ihren erfolgreichen Abschluss 1976 begann sie ein Studium der Kernphysik an der Duke University, das sie mit einer erfolgreichen Promotion abschloss. Danach arbeitete sie zunächst als Dozentin an der Sam Houston State University, ehe sie in die Industrie ging. Nachdem sie für verschiedene Unternehmen im Bereich der Lasertechnik gearbeitet hatte, gründete sie 1989 ein eigenes Unternehmen, das sich auf hochauflösende Lasermesstechniken spezialisierte und unter anderem für das Verteidigungsministerium der Vereinigten Staaten und die NASA arbeitete. Später zog Fitzpatrick mit dem Unternehmen in die kalifornische Universitätsstadt Irvine um, ehe sie das Unternehmen 2005 aus wirtschaftlichen Gründen schließen musste. Bis zu dessen Tod 2016 war Fitzpatrick mit einem Unternehmensberater liiert.
Parallel zum Konkurs ihres Unternehmens verfasste Fitzpatrick gemeinsam mit ihrem Lebensgefährten ein Buch über forensische Genealogie und veröffentlichte dieses noch 2005 im Selbstverlag. Innerhalb der interessierten Kreise war das Buch ein Erfolg. Zwei weitere Bücher zum gleichen Thema folgten Ende 2005 und 2008. Durch ihre neue Bekanntheit wurde sie von einem Unternehmer aus Florida gebeten, ein Ehepaar in Taiwan aufzuspüren, das für sein Grundstück in Florida keine Steuern gezahlt hatte. Fitzpatrick konnte diese Bitte erfolgreich umsetzen und gründete anschließend mit ihrem Lebensgefährten das Unternehmen Identifinders International, das sich mithilfe verschiedener Methoden wie Online-Datenbanken und der Genealogie darauf spezialisiert hat, im internationalen Bereich gesuchte Menschen zu finden. Daneben begann Fitzpatrick, sich zunehmend mit genetische Genealogie zu beschäftigen. Mit dieser Methoden gelang es ihr, jenes Opfer des 1948 abgestürzten Northwest-Airlines-Fluges 4422 zu identifizieren, dessen Arm 1999 in einem Gletscher in Alaska nahe der Absturzstelle gefunden worden war. Ebenfalls war sie 2008 daran beteiligt, die Autobiografien von Misha Defonseca und Herman Rosenblat als inhaltliche Fälschungen zu enthüllen. Defonsecas Lebensgeschichte als Holocaust-Überlebende war komplett erfunden, Rosenblats Geschichte in weiten Teilen.
Auf diesem Weg wurde Fitzpatrick immer mehr Teil einer Community von Forensikern und Genealogen, die sich der Identifizierung anonymer Opfer von Straftaten oder Unfällen verschrieben. 2008 war Fitzpatrick beispielsweise an der Identifizierung des Unknown Child der Titanic als Sidney Leslie Goodwin beteiligt. Zunächst arbeitete Fitzpatrick allein und konnte in den nächsten Jahren dutzende Identitäten unbekannter Menschen ermitteln. 2017 begann sie, mit der pensionierten Software-Entwicklerin Margaret Press zusammenzuarbeiten. Gemeinsam gründeten die beiden das DNA Doe Project, das sich mit Hilfe genetischer Genealogie der Identifizierung von unbekannten Toten in den USA (sogenannte „John Does“) verschrieb. Unter Hilfe dutzender Freiwilliger analysiert das DNA Doe Project die DNA unbekannter Toter mithilfe der Analyseplattform GEDmatch und spürt so mögliche Verwandte des Opfers auf, das auf diesem Weg mithilfe weiterer genealogischer Forschungen identifiziert werden kann. Alternativ nutzt das Projekt auch die Datenbank Family Tree DNA.
2018 konnte das Projekt erstmal zwei Tote identifizieren, einen verstorbener Identitätsbetrüger, dessen wahren Namen man suchte, und eine nicht identifizierte Tote aus Ohio. Parallel konnte mit der gleichen Methode unabhängig von Fitzpatrick und dem DNA Doe Project Joseph James DeAngelo Jr. als „Golden State Killer“ identifiziert werden, was der von Fitzpatrick verwendeten Methode Legitimität verschaffte. 2020 zog sich Fitzpatrick aus dem mittlerweile erfolgreich angelaufenen DNA Doe Project zurück, um sich auf ihr Unternehmen Identifinders zu konzentrieren. Trotzdem setzte sie ihre Arbeit als forensische Genealogin fort. In den nächsten Jahren war sie an mehreren aufsehenerregenden Fällen beteiligt, darunter an der Identifizierung des 1954 tot gefundenen „Boy in the Box“ als Joseph Augustus Zarelli im Jahr 2022. Ebenfalls assistierte sie bei der Identifizierung des Somerton-Mannes aus Australien als Charles Webb.

## Veröffentlichungen
- mit Andrew Yeiser: Forensic Genealogy. Rice Book Press, Fountain Valley 2005. ISBN 0-9767160-0-3.
- mit Andrew Yeiser: DNA and Genealogy. Rice Book Press, Fountain Valley 2005. ISBN 0-9767160-1-1.
- The Dead Horse Investigation: Forensic Photo Analysis for Everyone. Rice Book Press, Fountain Valley 2008. ISBN 0-9767160-5-4.